# Mordechai Spiegler
Mordechai Spiegler - em hebraico,   מרדכי שפיגלר, e, em russo, Мордехай Шпиглер (Sochi, 19 de agosto de 1944) é um ex-jogador de futebol israelense.

## Carreira
Nascido na antiga União Soviética, começou em 1963 no Maccabi Netanya, que defenderia até 1970. O atacante foi convocado àquela que é, até hoje, a única Copa do Mundo disputada pela Seleção Israelense, a de 1970, e marcou o um gol da seleção no torneio. Em 1972 partiria à França para jogar no Paris e, depois, no recém-fundado Paris Saint-Germain.
Em 1977 foi jogar ao lado de Pelé, Beckenbauer, Chinaglia e Carlos Alberto Torres, dentre outros, no New York Cosmos, onde ficaria até 1980. Spiegler voltaria a Israel e encerraria a carreira em 1983, no mesmo Maccabi Netnanya em que começara. Por Israel, marcou 32 gols em 83 jogos e foi eleito o melhor jogador do país nos Prêmios do Jubileu da UEFA, nas comemorações dos cinqüenta anos da entidade.